# Bandera de Delaware
La Bandera de Delaware consisteix en un diamant de color ataronjat sobre un camp blau, amb l'escut d'armes de l'Estat de Delaware dins del diamant. A sota d'aquest, hi figura la data de "7 de desembre de 1787", que commemora el dia en què Delaware va ser el primer estat a ratificar la Constitució dels Estats Units. Els colors de la bandera representen els colors de l'uniforme del General George Washington.
L'escut d'armes al centre de la bandera va ser adoptat el 17 de gener de 1777. Està format per tres franges (vermella, blava i blanca) situades en horitzontal, amb motius representatius de l'agricultura local. Situat damunt de l'escut aquesta un vaixell de pesca. Flanquejant a l'escut hi ha un granger a l'esquerra i un soldat a la dreta. El lema de l'estat, sota l'escut, diu: "Liberty and Independence" ("Llibertat i Independència").
La bandera actual va ser adoptada el 24 de juliol de 1913. Regiments procedents de Delaware van lluitar sota un estendard similar durant la Guerra de Secessió.
El 2001, l'Associació Vexil·lològica Nord-americana va enquestar als seus membres sobre els disseny de 72 banderes dels Estats Units i el Canadà. Aquests van triar la bandera de Delaware com la número 52 de 72 banderes participants.

## La bandera del Governador
La bandera oficial del governador de l'estat serà idèntica a la bandera oficial de Delaware, excepte que també portarà una franja d'or, que envoltarà la vora de la bandera.